# E011号線
E011号線 (E011ごうせん、英: European route E011) はカザフスタンとキルギスにあり、コクペク – Kegen – (カザフスタン-キルギス国境) – トゥプを結ぶ、欧州自動車道路のBクラス幹線道路。

## 経路
- カザフスタン
  - コクペク、Kegen
- キルギス
  - トゥプ